# پالمیرا، ملکه ایران‌زمین
پالمیرا، ملکهٔ ایران‌زمین (به [Palmira, Regina di Persia] Error: {{Lang-xx}}: متن دارای نشانه‌گذاری ایتالیک است (راهنما)) نام یک اپرای ایتالیایی است که آنتونیو سالییری، آهنگساز و رهبر ارکستر دربار وین، در سال ۱۷۹۵ در وین خلق کرد.
لیبرتوی این اپرا را جووانی د گامرا (۱۷۴۲–۱۸۰۳)، لیبرِتیستِ نامدارِ ایتالیایی، نوشت.
این اپرا از آثار موفق سالییری به‌شمار می‌رود، و در میانهٔ سال‌های ۱۷۹۵ و ۱۷۹۸، ۳۹ مرتبه در شهر وین اجرا شد.
داستان این اپرا، که در زمان داریوش بزرگ وضع شده، به موضوعِ رقابتِ سه شاه آسیایی برای کشتن دیو و برنده شدن در خواستگاری از دوشیزهٔ ایران‌زمین، «پالمیرا»، مربوط است.

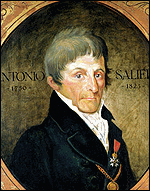
آنتونیو سالییری، اثر ناتاله شیاوونی